# Hippopsis ocularis
Hippopsis ocularis är en skalbaggsart som beskrevs av Maria Helena M. Galileo och Martins 1995. Hippopsis ocularis ingår i släktet Hippopsis och familjen långhorningar. Inga underarter finns listade i Catalogue of Life.